# Balakirew-Gletscher
Der Balakirew-Gletscher (russisch Ледник Бала́кирева Lednik Balakirewa) ist ein Gletscher auf der Alexander-I.-Insel vor der Westküste der Antarktischen Halbinsel. Er fließt aus dem südlichen Teil der Walton Mountains in nordöstlicher Richtung zum Schubert Inlet.
Die Akademie der Wissenschaften der Sowjetunion benannte ihn 1987 nach dem russischen Komponisten Mili Balakirew (1787–1851).